# 宇瞻科技
宇瞻科技股份有限公司（ Apacer Technology Inc.），於1997年成立，總部位於新北市，產品是消費性電子產品。

## 產品線
- 記憶體模組（DRAM Module）

1. 工業用 DRAM（工業桌上型電腦專用，工業筆記型電腦專用，伺服器專用）
2. 消費性 DRAM（電競，超頻，桌上型電腦專用，筆記型電腦專用）

- 工業用固態硬碟（Industrial SSD）
- 消費性數位產品（Digital Consumer）

1. 記憶卡
2. 隨身碟USB Flash Drive
3. 行動硬碟
4. SSD固態硬碟
5. 手機周邊（電源，傳輸線、轉接器）
6. 數位周邊（集線器）
7. 讀卡機

## 里程碑
- 1997年宇瞻科技股份有限公司創立，設立美國子公司
- 1998年設立宇瞻龍潭廠區，成立宇瞻荷蘭子公司
- 1999年Dataquest 調查宇瞻為全球第四大記憶體模組廠商
- 2001年轉投資在中國上海成立宇瞻電子;正式成為HP、Acer等大廠記憶體模組供應商
- 2003年成立多媒體軟體(Software)研發團隊
- 2003年推出全球首創可攜式數位相片燒錄器，獲選國家產品形象金質獎
- 2005年DDRII 533 UNB DIMM、DDR 333 MICRO DIMM 榮獲台灣精品獎
- 2006年亞洲第一家DRAM廠獲Intel PMO驗證，成為通路策略合作夥伴
- 2007年拓展印度市場成立印度子公司
- 2008年榮獲經濟部國貿局所主辦的「國際品牌管理輔導專案」
- 2009年SmartBadge榮獲德國IF產品設計大獎
- 2010年正式於台灣證券交易所掛牌上市;成立Consumer事業處[2]
- 2011年提昇加值型產品營收比重至45%
- 2012年全球工業用固態硬碟Top1供應商;全球前十大PC SSD供應商
- 2013年進駐新北市自購營運總部，實現廠辦合一計劃[3]
- 2015年與群聯電子共同宣佈透過私募方式進行策略性合作[4]
- 2016年連續四年獲得 Top 1工業用固態硬碟供應商
- 2017年榮獲國民健康署健康職場認證
- 2018年榮獲勞動部工作生活平衡獎
- 2018年榮獲TTQS人才發展品質系統銅牌
- 2018年連續10年榮獲台灣精品獎肯定[5]
- 2018年榮獲TCSA台灣企業永續金獎[6]
- 2018年榮獲RBA責任商業聯盟銀獎
- 2019年公司治理評鑑榮獲前5%殊榮
- 2019年發明專利及新型專利數量領先同業
- 2022年與宇達資訊進行策略聯盟，透過換股方式將其納為子公司[7]

## 外部連結
- 官方网站
- Apacer宇瞻科技全球據點
- YouTube上的Apacer
- Apacer宇瞻科技 台灣的Facebook專頁
- Apacer 泰國的Facebook專頁
- Apacer 馬來西亞的Facebook專頁
- Apacer 越南的Facebook專頁
- Apacer的新浪微博

1. ↑  Apacer Technology Inc 彭博有限合夥企業
2. ↑  洪友芳. . 自由時報. 2010-11-18.
3. ↑  萬惠雯. . MoneyDJ理財網. 2013-07-17.
4. ↑  李純君. . 財訊快報. 2015-01-19.
5. ↑  涂志豪. . 工商時報. 2018-10-23.
6. ↑  魏于寧. . Digitimes.
7. ↑  林薏茹. . 鉅亨網. 2022-06-02  [2024-07-04]. （原始内容存档于2022-06-02）.